# Synaptic
Synaptic – graficzna nakładka (front-end) na APT. Przeznaczona jest dla systemu operacyjnego Debian GNU/Linux i pokrewnych, bazujących na nim, jednak możliwe jest używanie jej z dystrybucjami opartymi na pakietach RPM. Menadżer oparty jest na bibliotekach GTK+, a dla środowiska graficznego KDE została stworzona specjalna wersja tego programu nazwana Kynaptic.